# خط یوراکوچو
خط یوراکوچو (به ژاپنی: 東京地下鉄有楽町線 Tōkyō Chikatetsu Yūrakuchō-sen) یکی از خطوط متروی توکیو است. خط یوراکوچو از ایستگاه واکوشی (和光市駅 Wakōshi)، واقع در استان سایتاما شروع شده و به ایستگاه شین-کیبا (新木場駅 Shin-Kiba-eki) واقع در کوتو خاتمه می‌یابد. در حال حاضر این مسیر دارای ۲۴ ایستگاه می‌باشد. علامت مشخص کنندهٔ این خط به شکل  می‌باشد.